# دونا أوليفيرا
دونا أوليفيرا (بالإنجليزية: Dona Oliveira)‏ هي لاعبة كمال أجسام أمريكية، ولدت في 8 سبتمبر 1960 في نيو بدفورد في الولايات المتحدة، وتوفيت في 7 ديسمبر 2018.